# 431 (szám)
A 431 (római számmal: CDXXXI) egy természetes szám, prímszám.

## A szám a matematikában
A tízes számrendszerbeli 431-es a kettes számrendszerben 110101111, a nyolcas számrendszerben 657, a tizenhatos számrendszerben 1AF alakban írható fel.
A 431 páratlan szám, prímszám. Pillai-prím. Jó prím. Normálalakban a 4,31 · 102 szorzattal írható fel.
Másodfajú Leyland-prím, tehát felírható {\displaystyle x^{y}-y^{x}} alakban.
A 431 négyzete 185 761, köbe 80 062 991, négyzetgyöke 20,76054, köbgyöke 7,55369, reciproka 0,0023202. A 431 egység sugarú kör kerülete 2708,05287 egység, területe 583 585,39292 területegység; a 431 egység sugarú gömb térfogata 335 367 072,5 térfogategység.
A 431 helyen az Euler-függvény helyettesítési értéke 430, a Möbius-függvényé −1.